# Інтапхом
Інтапхом, тронне ім'я Інтаравонґса (пом. 1776) — четвертий володар королівства Луанґпхабанґ.
Був восьмим сином короля Інтасома. Зійшов на трон після смерті батька 1749 року. За свого правління зумів відбити в'єтнамське всторгнення.
Його правління тривало лише кілька місяців, після чого він зрікся трону на користь свого старшого брата Сотікакуммана.